# Dymek (wieś)
Dymek – wieś w Polsce położona w województwie łódzkim, w powiecie wieluńskim, w gminie Ostrówek.
Pierwsze wzmianki o wsi (jeszcze bez nazwy) pojawiły się w 1238 roku. Wieś jako wieś Dymek istnieje od około 1450 roku.
W latach 1975–1998 miejscowość administracyjnie należała do województwa sieradzkiego.